# Stadtbus Forchheim
Der Stadtbus Forchheim bedient in Forchheim und einigen Orten im Umland den öffentlichen Personennahverkehr im Auftrag des Landkreises Forchheim und der Stadt Forchheim. Für das gesamte Netz des Stadtbus Forchheim gilt der Tarif des Verkehrsverbundes Großraum Nürnberg (VGN).

## Liniennetz
Die Stadtbuslinien 261, 262 und 264 werden seit dem Fahrplanwechsel im Dezember 2013 von der Omnibusverkehr Franken GmbH betrieben.
Die Stadtbuslinie 263 (ergänzt durch 265) wird durch die Fa. Klemm betrieben, allerdings verkehrt in der Realität ein Subunternehmer.
Die Stadtbuslinie 260 wird durch die Fa. Schmetterling Reisen betrieben.
Es besteht aus fünf Linien, die mit 61 Haltestellen das gesamte Stadtgebiet und Teile Pinzbergs erschließen.
Die Liniennummern im VGN sind die 260 bis 264, diese Nummern werden konsequent verwendet. Es tauchen keine systemeigenen Nummern auf.
| Linie | Laufweg                                                                |
| ----- | ---------------------------------------------------------------------- |
| 260   | Kersbach Irrlrinnig – Kersbach S-Bahnhof – Forchheim Süd – Paradeplatz |
| 261   | Forchheim Nord – Paradeplatz – ZOB – Hainbrunnen – Lichteneiche        |
| 262   | Reuth – ZOB – Paradeplatz – Forchheim Süd                              |
| 263   | ZOB – Paradeplatz – Buckenhofen                                        |
| 264   | Mayer-Franken-Straße – Klinikum – ZOB – Paradeplatz – Pinzberg         |

Verstärkt werden die Linien durch die Regionalbuslinien 265 und 266, welche seit Dezember 2013 von der Fa. Klemm betrieben werden.
In der Zeit des Annafest verkehrt eine Sonderlinie, die den Großparkplatz in Forchheim Süd mit dem ZOB (Bahnhof) und dem Festplatz verbindet. Auf dieser Linie werden Tickets des VGN nicht anerkannt.
Die Linien 261 und 262 verkehren im 30-Minuten-Takt. Die Linie 263 verkehrt im Stundentakt, durch die Linie 265 wird der Takt  im Ortsgebiet Forchheims auf 30 Minuten verdichtet. Die Linie 264 ist nicht vertaktet und fährt dreimal täglich das Klinikum
an. Pinzberg wird sechsmal bedient sowie einmal täglich zu den Schichtzeiten ein Gewerbegebiet im Süden der Stadt. Die Linien 261 bis 263 verkehren montags bis freitags von 5:00–21:00 Uhr und samstags von 8:00–17:00 Uhr. Die Linie 264 verkehrt nur montags bis freitags. Seit Dezember 2007 verkehren die Linien 261 bis 263 auch an Markt- und Adventssonntagen im Stundentakt.
Seit dem Fahrplanwechsel im Dezember 2021 wird das Stadtbusnetz durch die neue Linie 260 ergänzt. Auf dieser Linie wird erstmals ein elektrischer Kleinbus eingesetzt. Die Linie bedient im Ortsteil Kersbach noch nicht mit dem Bus erschlossene Wohngebiete und bindet diese direkt an den S-Bahn Anschluss Kersbach an, wodurch die Fahrgäste schnell nach Erlangen oder Nürnberg zur Arbeit kommen. Anschließend fährt der Kleinbus weiter durch Industriegebiete im Forchheimer Süden und erschließt dann das Einkaufszentrum "Globus". Die letzte Haltestelle ist der Paradeplatz, wo der Kleinbus nach einer kurzen Pause den Rückweg antritt.
Treffpunkt aller Linien ist der Zentrale Omnibusbahnhof (ZOB) auf dem Bahnhofsplatz, an dem Umsteigemöglichkeit zu sieben Regionalbuslinien sowie zum Schienenverkehr auf der Bahnstrecke Nürnberg–Bamberg besteht.
Taktlücken werden durch Anruflinientaxifahrten geschlossen, nach Betriebsende und am Wochenende verkehrt ein Anrufsammeltaxi.

## Fahrzeuge und Infrastruktur
Im Stadtbereich werden zurzeit vier Niederflur-Busse der Firma EvoBus des Typs Mercedes-Benz Citaro mit Kneeling-Technik eingesetzt. Alle Busse verfügen über ein akustisches Fahrgastinformationssystem, die jeweils nächste Station wird von einer automatischen Stimme angesagt.
Im Überlandbereich kommen hauptsächlich Fahrzeuge aus dem Hause Setra unter dem Typ Setra S 415 NF zum Einsatz.